# Rambo II
Rambo II je pokračování amerického akčního filmu Rambo: První krev. Film byl natočen režisérem George P. Cosmatosem v roce 1985. Film byl nominován na Oscara za střih zvukových efektů.[zdroj?] Ve stejném roce vyšla stejnojmenná novelizace od spisovatele Davida Morrella.

## Děj
Tři roky po událostech v Hope, Washington, je bývalý zelený baret John Rambo uvězněn v pracovním táboře. Navštíví ho plukovník Sam Trautman, jeho velitel z Vietnamu. Trautman vysvětluje, že vláda USA je pod tlakem kvůli zprávám o zajatcích stále držených ve Vietnamu. Rambo souhlasí s misí výměnou za prezidentskou milost.
V Thajsku se Rambo a Trautman setkají s pilotem Ericsonem, jeho partnerem Liferem a byrokratem Murdockem, který operaci řídí. Rambo má fotografovat podezřelý tábor zajatců, ale nesmí se zapojit do boje ani pokusit o záchranu. Trautman je jediný, komu Rambo věří.
Při seskoku se Rambovi zachytí padák a musí se osvobodit, přičemž ztratí většinu vybavení. Jeho kontakt, vietnamská agentka Co Bao, zařídí, aby je místní piráti vzali po řece. Rambo dorazí do tábora, kde potvrdí přítomnost zajatců a proti rozkazům osvobodí zajatce Bankse.
Při útěku je piráti zradí a vietnamská vojenská loď se přiblíží. Rambo zabije piráty a zničí loď RPG. Před vyzvednutím se Rambo a Banks oddělí od Co. Pod palbou jsou spatřeni Trautmanem v záchranném vrtulníku. Murdock nařídí záchranu zrušit a Rambo s Banksem jsou zajati. Murdock přizná, že mise byla podvod, aby se USA nemusely angažovat ve válce.
V táboře Rambo zjistí, že Vietnamcům pomáhá sovětská armáda. Podovsky a jeho pravá ruka Yushin Ramba mučí a požadují, aby vyslal varování proti dalším záchranným misím. Rambo odmítne, ale když je Banks ohrožen, podvolí se. Rambo kontaktuje základnu a hrozí Murdockovi, poté přemůže své věznitele a uteče s pomocí Co. Co je však zastřelena a Rambo slíbí, že na ni nezapomene.
Rambo začne zabíjet ruské a vietnamské vojáky, velitel Tay je zabit výbušným šípem. Yushin napadne Ramba z vrtulníku, ale Rambo ho přemůže, ukradne vrtulník a bombarduje tábor. Osvobodí Bankse a další zajatce. Podovsky je ve vrtulníku Hind pronásleduje, ale Rambo ho zničí raketometem.
Rambo se vrátí na základnu, zničí vybavení a požaduje záchranu dalších zajatců. Trautman ho přesvědčuje k návratu k mírovému životu, ale Rambo odmítá, chce, aby země pečovala o své vojáky. Trautman se ptá, jak bude žít, Rambo odpovídá "den za dnem" a odchází.

## Obsazení
| Sylvester Stallone | John Rambo            |
| Richard Crenna     | plukovník Trautman    |
| Charles Napier     | Murlock               |
| Steven Berkoff     | podplukovník Podovsky |
| Julia Nickson      | Co                    |

## Filmová série o Rambovi
1. Rambo: První krev (1982)
2. Rambo II (1985)
3. Rambo III (1988)
4. Rambo: Do pekla a zpět (2008)
5. Rambo: Poslední krev (2019)